# Cincinnata konduensis
Cincinnata konduensis là một loài bọ cánh cứng trong họ Cerambycidae.